# U-84 (tàu ngầm Đức) (1941)
U-84 là một tàu ngầm tấn công  Lớp Type VII thuộc phân lớp Type VIIB được Hải quân Đức Quốc Xã chế tạo trong Chiến tranh Thế giới thứ hai. Nhập biên chế năm 1941, nó đã thực hiện được tám chuyến tuần tra, đánh chìm được sáu tàu buôn tổng tải trọng 29.905 GRT, đồng thời gây hư hại cho một tàu buôn khác. Trong chuyến tuần tra cuối cùng tại Đại Tây Dương, U-84 trúng ngư lôi thả từ một máy bay tuần tra B24 Liberator của Hải quân Hoa Kỳ và bị đánh chìm vào ngày 7 tháng 8, 1943.

## Thiết kế và chế tạo

### Thiết kế
Phân lớp VIIB của Tàu ngầm Type VII là một phiên bản VIIA được mở rộng. Chúng có trọng lượng choán nước 753 t (741 tấn Anh) khi nổi và 857 t (843 tấn Anh) khi lặn). Con tàu có chiều dài chung 66,50 m (218 ft 2 in), lớp vỏ trong chịu áp lực dài 48,80 m (160 ft 1 in), mạn tàu rộng 6,20 m (20 ft 4 in), chiều cao 9,50 m (31 ft 2 in) và mớn nước 4,74 m (15 ft 7 in).
Chúng trang bị hai động cơ diesel Germaniawerft F46 6-xy lanh 4 thì, tổng công suất 2.800–3.200 PS (2.100–2.400 kW; 2.800–3.200 bhp), dẫn động hai trục chân vịt đường kính 1,23 m (4,0 ft), cho phép đạt tốc độ tối đa 17,9 kn (33,2 km/h), và tầm hoạt động tối đa 8.700 nmi (16.100 km) khi đi tốc độ đường trường 10 kn (19 km/h). Khi đi ngầm dưới nước, chúng sử dụng hai động cơ/máy phát điện AEG GU 460/8-276 tổng công suất 750 PS (550 kW; 740 shp). Tốc độ tối đa khi lặn là 8 kn (15 km/h), và tầm hoạt động 90 nmi (170 km) ở tốc độ 4 kn (7,4 km/h). Con tàu có khả năng lặn sâu đến 230 m (750 ft).
Vũ khí trang bị có năm ống phóng ngư lôi 53,3 cm (21 in), bao gồm bốn ống trước mũi và một ống phía đuôi, và mang theo tổng cộng 14 quả ngư lôi, hoặc tối đa 22 quả thủy lôi TMA, hoặc 33 quả TMB. Tàu ngầm Type VIIB bố trí một hải pháo 8,8 cm SK C/35 cùng một pháo phòng không 2 cm (0,79 in) trên boong tàu. Thủy thủ đoàn bao gồm 4 sĩ quan và 40-56 thủy thủ.

### Chế tạo
U-84 được đặt hàng vào ngày 9 tháng 6, 1938, và được đặt lườn tại xưởng tàu của hãng Flender Werke tại Lübeck vào ngày 9 tháng 11, 1939. Nó được hạ thủy vào ngày 26 tháng 2, 1941, và nhập biên chế cùng Hải quân Đức Quốc Xã vào ngày 29 tháng 4, 1941 dưới quyền chỉ huy của Hạm trưởng, Đại úy Hải quân Horst Uphoff.

## Lịch sử hoạt động

### 1941

#### Chuyến tuần tra thứ nhất
Sau khi chuyển căn cứ từ Kiel đến Bergen, Na Uy vào ngày 15 tháng 7, 1941, U-84 xuất phát từ đây cho chuyến tuần tra đầu tiên trong chiến tranh. Nó đi vào Bắc Hải, rồi băng qua khe GIUK giữa quần đảo Faroe và Iceland để tiến vào khu vực tuần tra về phía Tây Scotland và Ireland. Tuy nhiên nó đã không đánh chìm được mục tiêu nào, nên kết thúc chuyến tuần tra và đi đến cảng Lorient bên bờ biển Đại Tây Dương của Pháp đã bị Đức Quốc Xã chiếm đóng vào ngày 28 tháng 9.

#### Chuyến tuần tra thứ hai
U-84 khởi hành từ Lorient vào ngày 16 tháng 10 cho chuyến tuần tra thứ hai, và đã hoạt động tại khu vực Bắc Đại Tây Dương kéo dài cho đến phía Đông Newfoundland, Canada. Chiếc tàu ngầm vẫn không đánh chìm được mục tiêu nào, và đi đến cảng Brest bên bờ biển Đại Tây Dương của Pháp vào ngày 18 tháng 11. Brest trở thành căn cứ hoạt động của U-84 trong tất cả các chuyến tuần tra còn lại của nó.

### 1942

#### Chuyến tuần tra thứ ba
Trong chuyến tuần tra thứ ba kéo dài từ ngày 21 tháng 12, 1941 đến ngày 7 tháng 2, 1942, U-84 hoạt động trong Đại Tây Dương xa hơn về phía Nam và áp sát bờ biển Newfoundland, Canada. Vận may của nó vẫn chưa đến và nó không tìm thấy mục tiêu nào phù hợp.

#### Chuyến tuần tra thứ tư
Lên đường vào ngày 16 tháng 3 cho chuyến tuần tra thứ tư, U-84 hoạt động trong Đại Tây Dương và áp sát vùng bờ Đông Hoa Kỳ. Lúc sáng sớm ngày 8 tháng 4, sau mười giờ theo đuổi mục tiêu, nó phóng ngư lôi đánh chìm tàu buôn Nam Tư Nemanja ở vị trí 250 mi (400 km) về phía Đông Nam đảo Cape Sable, Nova Scotia. Đến ngày 21 tháng 4, U-84 lại phóng ngư lôi đánh chìm tàu buôn Panama Chenango ở vị trí 60 mi (97 km) về phía Đông Nam mũi Henry, Virginia. Nó kết thúc chuyến tuần tra vào ngày 16 tháng 5.

#### Chuyến tuần tra thứ năm
U-84 khởi hành vào ngày 10 tháng 6 cho chuyến tuần tra thứ năm, U-84 mở rộng phạm vi hoạt động trong Đại Tây Dương cho đến tận vùng biển Caribe. Giữa Đại Tây Dương vào ngày 23 tháng 6, nó đã tấn công tàu buôn Na Uy Torvanger vốn bị tách khỏi Đoàn tàu HX 194, đánh chìm mục tiêu ở vị trí 450 mi (720 km) về phía Tây quần đảo Azores. Đến ngày 13 tháng 7, nó phóng ngư lôi đánh chìm tàu buôn Hoa Kỳ Andrew Jackson ở vị trí 20 mi (32 km) ngoài khơi Cárdenas, Cuba. Vào ngày 19 tháng 7, đến lượt tàu buôn Honduras Baja California bị đánh chìm ở vị trí 60–70 mi (97–113 km) về phía Tây Nam Fort Myers, Florida. Đến sáng ngày 21 tháng 7, U-84 phóng ngư lôi tấn công Đoàn tàu TAW 4J ở vị trí 40 mi (64 km) về phía Tây Nam Key West, Florida, gây hư hại cho tàu Liberty William Cullen Bryant. Chiếc tàu ngầm kết thúc chuyến tuần tra vào ngày 13 tháng 8.

#### Chuyến tuần tra thứ sáu
Trong chuyến tuần tra thứ sáu kéo dài từ ngày 29 tháng 9 đến ngày 7 tháng 12, U-84 quay trở lại hoạt động tại khu vực Bắc Đại Tây Dương và tiếp cận bờ biển Canada. Lúc 05 giờ 21 phút ngày 2 tháng 11, ở vị trí khoảng 500 mi (800 km) về phía Đông đảo Belle, Newfoundland, nó phóng ngư lôi kết liễu tàu buôn Anh Empire Sunrise, vốn bị tách rời khỏi Đoàn tàu SC 107 do trúng ngư lôi phóng từ tàu ngầm U-402 hơn ba giờ trước đó.

### 1943

#### Chuyến tuần tra thứ bảy
Trong chuyến tuần tra thứ bảy kéo dài từ ngày 17 tháng 2 đến ngày 4 tháng 5, U-84 tiếp tục hoạt động tại khu vực Bắc Đại Tây Dương. Tuy nhiên nó lại không đánh chìm được mục tiêu nào.

#### Chuyến tuần tra thứ tám - Bị mất
U-84 khởi hành từ căn cứ Brest vào ngày 10 tháng 6 cho chuyến tuần tra thứ mười hai, cũng là chuyến cuối cùng. Trong Đại Tây Dương vào ngày 7 tháng 8, nó bị một máy bay tuần tra B24 Liberator thuộc Liên đội VB-105 Hải quân Hoa Kỳ phát hiện ở vị trí về phía Tây Nam quần đảo Bermuda. Chiếc Liberator đã thả một quả ngư lôi dò âm Mark 24 FIDO đánh trúng U-84, khiến chiếc tàu ngầm đắm tại tọa độ 27°55′B 68°03′T / 27,917°B 68,05°T. Toàn bộ 46 thành viên thủy thủ đoàn trên tàu đều tử trận.

### "Bầy sói" tham gia
U-84 từng tham gia mười bảy bầy sói:
- Grönland (16 – 27 tháng 8, 1941)
- Markgraf (27 tháng 8 – 13 tháng 9, 1941)
- Schlagetot (20 tháng 10 – 1 tháng 11, 1941)
- Raubritter (1 – 4 tháng 11, 1941)
- Seydlitz (27 tháng 12, 1941 – 13 tháng 1, 1942)
- Zieten (13 – 22 tháng 1, 1942)
- Endrass (12 – 17 tháng 6, 1942)
- Panther (6 – 20 tháng 10, 1942)
- Veilchen (20 tháng 10 – 5 tháng 11, 1942)
- Kreuzotter (9 – 19 tháng 11, 1942)
- Sturmbock (21 – 26 tháng 2, 1943)
- Wildfang (26 tháng 2 – 5 tháng 3, 1943)
- Raubgraf (7 – 20 tháng 3, 1943)
- Seewolf (24 – 30 tháng 3, 1943)
- Adler (7 – 13 tháng 4, 1943)
- Meise (13 – 20 tháng 4, 1943)
- Specht (21 – 25 tháng 4, 1943)

### Tóm tắt chiến công
U-84 đã đánh chìm được sáu tàu buôn tổng tải trọng 29.905 GRT, đồng thời gây hư hại cho một tàu buôn khác:
| Ngày             | Tên tàu               | Quốc tịch      | Tải trọng | Số phận      |
| ---------------- | --------------------- | -------------- | --------- | ------------ |
| 8 tháng 4, 1942  | Nemanja               | Yugoslavia     | 5.226     | Bị đánh chìm |
| 21 tháng 4, 1942 | Chenango              | Panama         | 3.014     | Bị đánh chìm |
| 23 tháng 6, 1942 | Torvanger             | Norway         | 6.568     | Bị đánh chìm |
| 13 tháng 7, 1942 | Andrew Jackson        | United States  | 5.990     | Bị đánh chìm |
| 19 tháng 7, 1942 | Baja California       | Honduras       | 1.648     | Bị đánh chìm |
| 21 tháng 7, 1942 | William Cullen Bryant | United States  | 7.176     | Bị hư hại    |
| 2 tháng 11, 1942 | Empire Sunrise        | United Kingdom | 7.459     | Bị đánh chìm |